# Parliament-Funkadelic
Parliament-Funkadelic é um coletivo americano de funk, soul e rock liderado por George Clinton. Seu estilo foi apelidado de P-Funk. Coletivamente, o grupo existiu sob vários nomes desde a década de 1960 e foi conhecido por musicas de primeira linha, letras politicamente carregadas, filosofia afrofuturista, álbuns conceituais estranhos e apresentações ao vivo memoráveis. Eles influenciaram numerosos grupos de música pós-disco e pós-punk dos anos 1980 e 1990.
As origens do coletivo remontam ao grupo doo-wop The Parliaments, formado no final da década de 1950 em Plainfield, Nova Jersey. Sob a direção de Clinton, no início da década de 1970, os grupos de Parliament e Funkadelic operavam simultaneamente e consistiam no mesmo grupo de músicos tocando diferentes tipos de funk para duas gravadoras diferentes. O nome "Parliament-Funkadelic" tornou-se o termo genérico para as múltiplas bandas no controle de Clinton. No final da década de 1970, o coletivo cresceu até incluir dezenas de músicos gravando e fazendo turnês sob muitos nomes de grupos e projetos individuais. No geral, o coletivo alcançou treze hits nos top dez nas paradas de R&B dos Estados Unidos entre 1967 e 1983, incluindo seis hits número um. Funkadelic é uma banda de funk com um toque de rock psicodélico, cujas influências incluem os sons ampliados de Jimi Hendrix e Led Zeppelin, o funk de James Brown, o blues, a o experimentalismo de Sun Ra, o humor de Frank Zappa e The Coasters, os álbuns conceituais dos Beatles e  The Who e artistas de southern soul como Otis Redding e Screamin' Jay Hawkins. O Parliament é uma banda de funk /R&B cujas influências são o lado funky de Hendrix e Sly Stone, grupos de soul da Motown transformaram-se em grupos de funk como The Temptations, as músicas políticas do The Impressions, o funk do sul de Rufus Thomas, grupos doo-wop como The Coasters para o humor e Frankie Lymon & the Teenagers.
No início dos anos 80, Clinton consolidou os múltiplos projetos do coletivo e continuou a turnê sob os nomes "George Clinton and the P-Funk All-Stars" ou "George Clinton and Parliament-Funkadelic". Alguns ex-membros do Parliament executam sob o nome "Original P". Dezesseis membros do Parliament-Funkadelic induzidos ao Rock and Roll Hall of Fame em 1997.
A etimologia do termo "P-funk" está sujeita a múltiplas interpretações. Foi identificado tipicamente como uma abreviatura de "Parliament-Funkadelic". Outra definição sugerida é "Plainfield Funk", referindo-se a Plainfield, Nova Jersey, a cidade natal da linha original da banda. As notas sobre as versões de CD do álbum  Motor Booty Affair do Parliament lançado em 1978, sugerem que o "P" significa "Pure". Também foi sugerido que é uma abreviatura de "Psychedelic Funk". A popularidade do Parliament-Funkadelic levou ao uso generalizado do termo "P-Funk" para descrever o que agora é considerado um gênero por si só.

## História
A história do P-Funk começou em 1956 em Plainfield, Nova Jersey, com um grupo de doo-wop formado por George Clinton, aosquinze anos de idade. Este foi The Parliaments, um nome inspirado nos cigarros Parliament. No início dos anos 1960, o grupo se solidificou na formação de cinco homens de Clinton, Ray "Stingray" Davis, Clarence "Fuzzy" Haskins, Calvin Simon e Grady Thomas. Mais tarde, o grupo ensaiou em uma barbearia parcialmente detida por Clinton e entretinha os clientes. The Parliament finalmente alcançaram um sucesso em 1967 com "(I Wanna) Testify", enquanto Clinton começou a viajar para Detroit como compositor e produtor da Motown Records.

## Funkadelic e Parliament
No final dos anos 1960 Clinton  montou uma banda de turnê para tocar com The Parliaments, a primeira formação estável incluia Billy Bass Nelson (baixo), Eddie Hazel (guitarra elétrica), Tawl Ross (guitarra elétrica), Tiki Fulwood (bateria), e Mickey Atkins (teclados). Após uma disputa contratual em que Clinton perdeu temporariamente os direitos sobre o nome "Os Parliaments", Clinton trouxe os músicos de apoio para a frente. Quando a banda se mudou para Detroit, seu som funk com base em guitarra, com suas pesadas influências do rock psicodélico, inspirou "Billy Bass" Nelson, que cunhou o nome "Funkadelic". Clinton fez o Funkadelic assinar com a Westbound Records, e os cinco cantores do The Parliaments foram creditados como "convidados", enquanto os cinco músicos foram listados como os principais membros do grupo. O álbum de estréia Funkadelic foi lançado em 1970.
Enquanto isso, Clinton recuperou os direitos sobre o nome The Parliaments" e iniciou outra nova entidade, agora conhecida como Parliament, com os mesmos cinco cantores e cinco músicos, mas desta vez como um conjunto de funk baseado em um R&B mais suave que Clinton posicionou como contraponto para o Funkadelic mais orientado para o rock. O Parliament gravou o álbum Osmium para Invictus Records em 1970 e, após um hiato em que Clinton se concentrou em Funkadelic, o Parliament assinou com a Casablanca Records e lançou sua estréia para essa gravadora com Up for the Down Stroke de 1974. As duas bandas começaram a viajar juntos sob o nome coletivo "Parliament-Funkadelic".

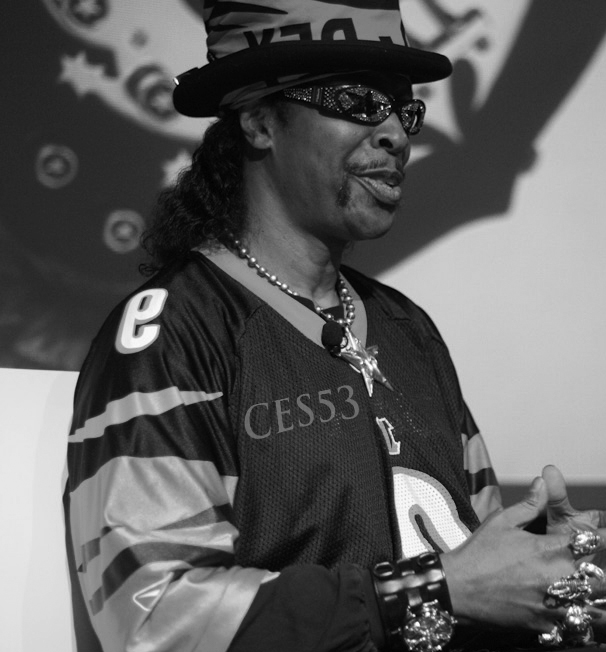
Bootsy Collins

Por esse tempo, a formação original de dez membros do Parliament-Funkadelic começou a se fragmentar, mas muitos outros se juntaram para vários lançamentos de álbuns por ambas as bandas, levando a um coletivo com uma adesão fluida e em rápida expansão. Membros notáveis para participar neste período incluem o tecladista Bernie Worrell, o baixista Bootsy Collins, o guitarrista Garry Shider e o grupo de metais The Horny Horns.
No período de 1975 a 1979, tanto o Parliament como o Funkadelic lançaram vários álbuns e singles de alto nível nas paradas de R&B e Pop. Muitos membros do coletivo começaram a se ramificar em bandas laterais e projetos solo sob a tutela de George Clinton, incluindo Bootsy's Rubber Band, Parlet e The Brides of Funkenstein, enquanto os membros de longa data como Eddie Hazel gravaram álbuns solos com composições e ajuda do coletivo. Os álbuns do Parliament  deste período tornaram-se álbuns conceituais com temas de ficção científica e afrofuturismo, elaborados temas políticos e sociológicos e uma história evolutiva com personagens fictícios  recorrentes. Os shows de Parliament-Funkadelic (particularmente o P-Funk Earth Tour de 1976) foram expandidos para incluir imagens de ficção científica e um suporte de palco conhecido como Mothership. Esses conceitos vieram a ser conhecidos como a mitologia P-Funk.
No final da década de 1970, o coletivo Parliament-Funkadelic tornou-se ampliado e vários membros importantes deixaram o grupo acrimoniosamente por desentendimentos com Clinton e seu estilo de gestão. Os membros do The Parliaments originais Fuzzy Haskins, Calvin Simon e Grady Thomas saíram em 1977 depois de se tornarem desiludidos com o influxo de novos membros e, mais tarde, gravaram um álbum sob o nome de Funkadelic. Outros membros deixaram o grupo e formaram novas bandas de funk que se separaram do P-Funk e até criticaram o coletivo, como Quazar (formado pelo guitarrista Glenn Goins) e Mutiny (formado pelo baterista Jerome Brailey). Devido às dificuldades financeiras e ao colapso da Casablanca Records (gravadora do Parliament), Clinton dissolveu o Parliament e Funkadelic como entidades separadas. Muitos membros do coletivo continuaram a trabalhar para Clinton, primeiro em seus álbuns solo e depois como Parliament-Funkadelic ou P-Funk All Stars.

## Parliament-Funkadelic nos dias atuais

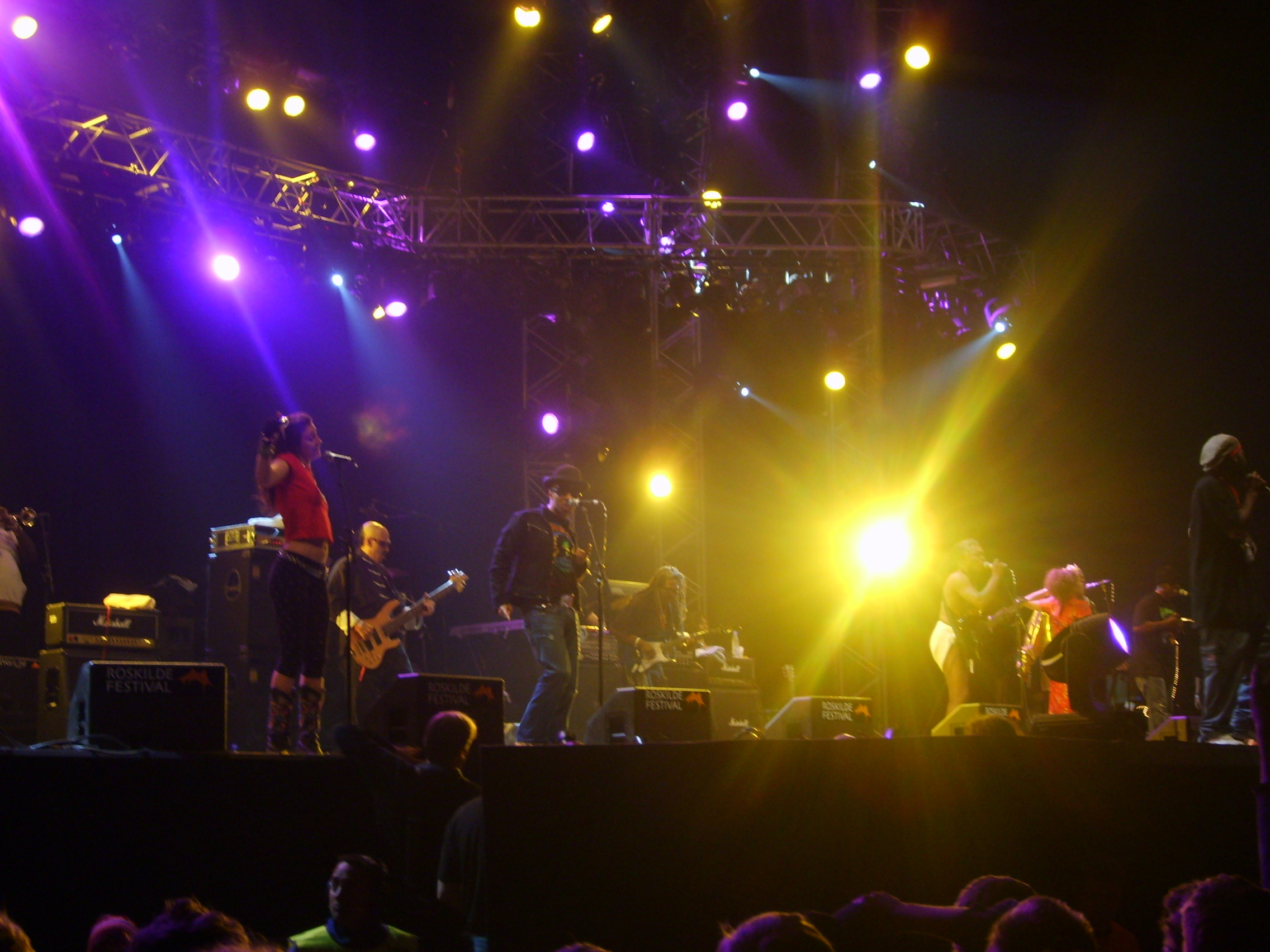
George Clinton r Parliament-Funkadelic no Roskilde Festival, 2006.

No início dos anos 80, George Clinton continuou gravando enquanto lutava com problemas financeiros e do uso de drogas, ambos amplamente divulgados. Os restantes membros do Parliament-Funkadelic gravaram o álbum de sucesso dComputer Games, que foi lançado como um álbum solo de George Clinton em 1982. Incluído nesta versão foi o single de grande sucesso "Atomic Dog". No ano seguinte, Clinton formou o P-Funk All Stars, que passou a gravar pela Urban Dancefloor Guerillas em 1983. O P-Funk All Stars incluiu muitos dos mesmos membros que a versão final do ano de 1970 do coletivo Parliament-Funkadelic e teve o nome alterado por várias questões legais sobre o uso dos nomes do Parliament e Funkadelic após 1980. O nome P-Funk All Stars ainda está em uso no dia atual, e o grupo incluiu uma mistura de antigos membros do Parliament-Funkadelic, bem como convidados e músicos novos.

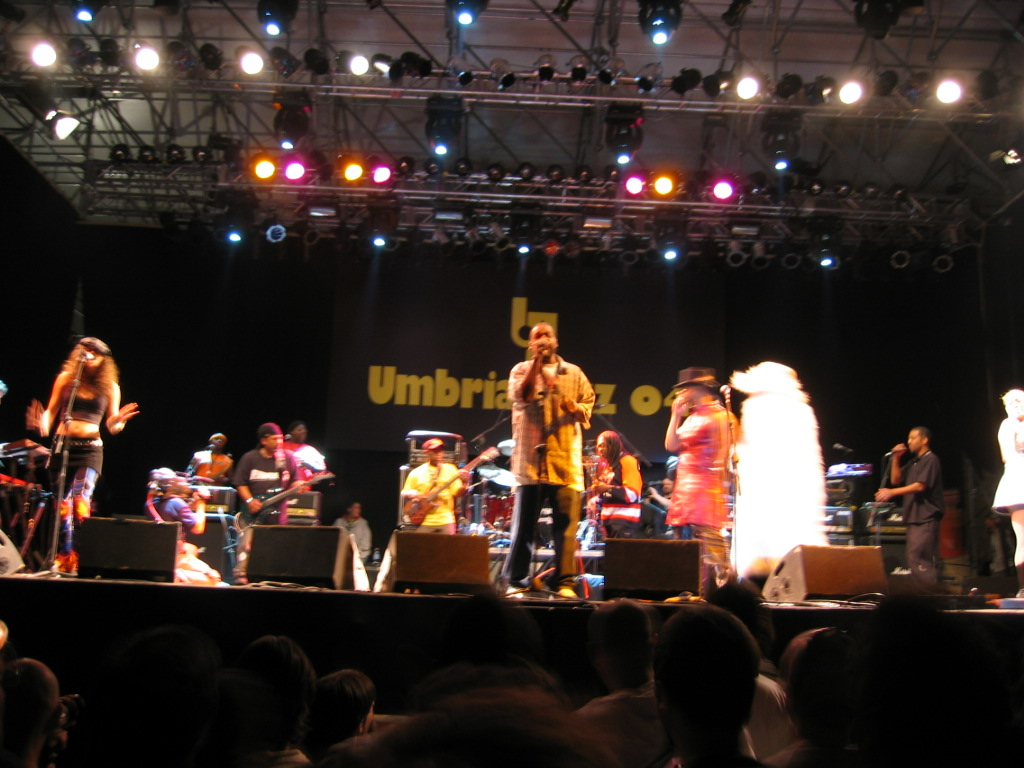
Umbria Jazz 2004

À medida que os anos 80 continuaram, P-Funk não encontrou um grande sucesso comercial, já que a banda continuou a produzir álbuns sob o nome de George Clinton como artista solo. P-Funk se aposentou de turnês de 1984 a 1989, exceto por apresentações extremamente esporádicas e aparências de TV. Foi nesse momento que o hip hop começou a usar a música P-Funk, de modo que os trechos de sua música ainda eram ouvidos regularmente, agora entre os fãs de hip hop. Em 1993, a maior parte do catálogo dos grupos Parliament e Funkadelic foram reeditados. No mesmo ano, o retorno de um P-Funk All Stars reconstituído, com o lançamento de Urban Dancefloor Guerrillas, que seria relançado sob o título Hydraulic Funk, e um novo álbum influenciado pelo hip hop chamado Dope Dogs. Em 1994, o grupo viajou com o festival Lollapalooza e apareceu no filme PCU.
O álbum de 1996 T.A.P.O.A.F.O.M. (The Awesome Power of a Fully Operational Mothership), lançado sob o nome George Clinton e o P-Funk All Stars, serviu como um álbum de reunião com contribuições dos compositores mais importantes da banda das eras anteriores, como Bootsy Collins, Bernie Worrell, e Junie Morrison. Um outro álbum só seria lançado dez anos depois. No período intermediário, os turnês sucessivas restaurariam lentamente alguns dos laços quebrados entre os membros originais da banda, juntamente com uma acumulação de novos talentos. Em 23 de julho de 1999, George Clinton e Parliament-Funkadelic, incluiu notáveis ex-membros como Bootsy e Catfish Collins e Bernie Worrell, que tocaram no palco em Woodstock '99. O coletivo continua a viajar esporadicamente até a década de 2000, com a participação de alguns filhos e netos dos membros originais.

## Legado
Em maio de 1997, George Clinton e outros 15 membros do Parliament-Funkadelic foram incluídos no Rock and Roll Hall of Fame, como a maior banda incluída. Em 2004, a revista Rolling Stone classificou o Parliament-Funkadelic na quinquagésima sexta posição em sua lista dos "100 maiores artistas de todos os tempos". Em fevereiro de 2002, a revista Spin classificou o Parliament-Funkadeli em sexta edição em sua lista das "50 maiores bandas de todos os tempos". Em 2010, o Parliament-Funkadelic ficou na quadragésima nona posição na lista do canal VH1 dos maiores artistas de todos os tempos. O efeito de P-Funk na música popular moderna é imenso.  Além de sua inovação em todo o gênerofunk, George Clinton e P-Funk ainda são ouvidos frequentemente atualmente, especialmente em samples do hip-hop. A canção "Atomic Dog" é uma das canções mais sampleadas na história do hip hop, especialmente no subgênero G-funk. O vídeo-clipe da banda Red Hot Chili Peppers para seu single "Dani California" de 2006 apresentou uma homenagem ao Parliament-Funkadelic. A influência musical do Parliament-Funkadelic também pode ser ouvida em R&B, soul, electronica, gospel, jazz e new wave.

## Afrofuturismo
Sobre o álbum, Mothership Connection, Clinton disse 
| “ | Nós colocamos pessoas negras em situações em que ninguém jamais pensou estar, como a Casa Branca. Achei que outro lugar que você não pensaria que os negros estaria no espaço sideral. Eu era um grande fã de Star Trek, então fizemos uma coisa com um cafetão sentado em uma nave espacial em forma de Cadillac, e fizemos todos esses groove tipo James Brown, mas com conversa na rua e gíria de gueto. "Como Sun Ra, Clinton queria ver pessoas negras no espaço. | ” |

Todos os aspectos de ficção científica do P-funk são o que situa o trabalho de Clinton em um ambiente afrofuturístico, mas também a ideia de que ele tomou a experiência compartilhada dos afro-americanos - uma negativa - e devolveu-a, portanto, dando-lhes tremendamente mais destaque do que tinham antes.